# 약속 (1997년 드라마)
《약속》은 SBS TV에서 방영하였던 SBS 특집드라마이다.

## 제작진
- 극본 : 박남준
- 연출 : 장형일

## 출연진
- 이덕화
- 길용우